# Pacific Sisters
Les Pacific Sisters est un collectif d'artistes et d'activistes maories ou issues du Pacifique, créé en 1992, en Nouvelle-Zélande. Elles montrent une culture urbaine contemporaine maorie et du Pacifique loin des clichés et des stéréotypes de genres.

## Description
La colonisation et l’évangélisation ont réduit les femmes du Pacifique à des rôles stéréotypés. Les artistes occidentaux comme Paul Gauguin en ont fait des objets exotiques et sexualisés.
À la suite de nombreuses migrations des îles du Pacifique vers Aotearoa (Nouvelle-Zélande), une nouvelle génération de personnes polynésiennes, nées et élevées dans des villes cosmopolites comme Auckland revendiquent leur position en utilisant le terme Pasifika.
Fondées en 1992, les Pacific Sisters apparaissent à ce moment clef de l’histoire du Pacifique. Selina Forsyth, Niwhai Tupaea et Suzanne Tamaki (en) créent le collectif en 1992. Rosanna Raymond, Feeonaa Wall, Ani O'Neill, Lisa Reihana, Jaunnie Ilolahia  rejoignent le collectif ainsi que Henry Taripo et Karlos Quartez  et Greg Semu.
Le collectif est majoritairement féminin. Il s’attaque aux clichés concernant la représentation des femmes du Pacifique à travers les  costumes traditionnels revisités lors de défilés et performances mêlant danse, musique et films. Ce qui caractérise Les Pacific Sisters est la recherche d'une expression et d'une identité en tant que membres d’une communauté marginalisée au sein d’une société majoritairement blanche, produit de la colonisation. L’art devient un moyen d’articuler leurs histoires.
Ina et Tuna est une performance réalisée lors de l’exposition Bottled Ocean en 1994 à la Auckland City Art Gallery. Ina est une belle jeune femme. Tuna est le roi-anguille. Ina et Tuna est une légende présente dans différentes mythologies des îles de Pacifique. Les Pacific Sisters proposent une version pan-pacifique.
Le collectif rassemble des personnes d’origines et de formations diverses, toutes nées en Nouvelle-Zélande. Certains de ses membres ont une carrière internationale. En septembre 2017, l’artiste māori Lisa Reihana représente la Nouvelle-Zélande à la Biennale de Venise.
Tout au long des années 1990, les Pacific Sisters organisent des défilés de mode et des performances artistiques. Elles combinent tradition et modernité. Elles créent une scène pour l'expression de l'identité urbaine maorie et pacifique en Nouvelle-Zélande.
Une de leurs œuvres, 21st Century Cyber Sister est conservée dans la collection du Musée de Nouvelle-Zélande Te Papa Tongarewa à Wellington. Le costume comprend 27 éléments, comment autant de couches d'histoire. Les œuvres des Pacific Sisters sont empreintes des questions d'identités mixtes, métissages et migrations. Rosanna Raymond témoigne du racisme dans le milieu de la mode. Avec les Pacific Sisters, elle a trouvé un espace où elle a pu mettre en avant des modèles à la peau sombre et aux physiques variés.
En mars 2018, le musée Te Papa Tongarewa inaugure une nouvelle galerie Toi Art consacrée aux arts du Pacifique avec une rétrospective sur les Pacifics Sisters. Cette exposition est ensuite présentée à la Auckland Art Gallery Toi o Tāmiki.

## Expositions
- Bottled Ocean , Auckland Art Gallery,  1994[5]

- Tūrangawaewae, la 3e Biennale de bijoux de Nouvelle-Zélande, 1998[10]

- Biennale de Sydney en collaboration avec Lisa Reihana[11], 2000

- Pacific Sisters SOUTHSIDE: EyeKonik au Mangere Arts Center - Ngā Tohu o Uenuku, Pacific Arts Summit 2011[12]
- Pacific Sisters: Fashion Activists, rétrospective, Musée Te Papa Tongarewa, Wellington[7]